# 청주 한씨 정려각
청주한씨 정려각은 대한민국 충청남도 금산군 추부면 하마전1길 13에 있는 정려이다. 2011년 8월 16일 금산군의 향토유적 제20호로 지정되었다.

## 개요
부모와 시부모를 극진한 효성으로 봉양한 효부 강라영(姜羅永)의 처 청주한씨(淸州韓氏)의 효행을 기리기 위해 유림들의 상서를 올려 1892년(고종 29)에 명정을 받아 1908년 건립되었다. 원래는 마전리 마을 입구에 건립된 것이나 도로가 개설되면서 현재의 위치로 옮겨졌고, 1970년대에 금산군의 지원으로 한 차례 보수가 이루어졌다. 정려가 있는 하마전은 진주강씨(晋州姜氏)가 대대로 뿌리내리고 살아가는 마을이다.